# Love or Leave
Love or Leave è un singolo del gruppo musicale lituano 4FUN, pubblicato nel 2007 ed estratto dall'album in studio Dėlionė/A Puzzle.
Scritto e composto a due mani dalla frontwoman Julija Ritčik, il brano ha vinto Nacionalinis finalas 2007, guadagnando il diritto di rappresentare la Lituania all'Eurovision Song Contest 2007 a Helsinki. Qui i 4FUN si sono piazzati al 21º posto su 24 partecipanti con 28 punti totalizzati nella finale.

## Tracce
Testi e musiche di Julija Ritčik.
1. Love or Leave – 3:03
2. Mėlyna žvaigždė – 3:02
3. Love or Leave (Lounge Remix) – 4:29
4. Love or Leave (House Remix) – 4:27